# Christoffer von Dohna
Christoffer von Dohna, född 1540, död 1584, var en tysk friherre och militär. Han var bror till Friedrich von Dohna.
von Dohna kom 1563 i dansk tjänst, försvarade 1565 Varberg och föll i svensk fångenskap fram till 1567. Som avantgardeschef deltog han i Daniel Rantzaus tåg in i Östergötland och blev efter dennes och Frans Brockenhuus fall chef för den danska armén. Åren 1572-75 var han hovmarskalk och blev medlem av danska riksrådet. von Dohna hade stora förläningar i Skåne och Blekinge.